# Agora (Tracia)
Agora (in greco antico: Ἀγορά?) era una città dell'antica Grecia ubicata nel Chersoneso Tracico.
Viene citata da Erodoto come uno dei luoghi attraversati dall'esercito persiano di Serse dopo aver attraversato l'Ellesponto e mentre si preparava ad invadere la Grecia nel 480 a.C.
Si trovava tra le città di Cardia e Pattia, nell'istmo che collega Chersoneso Tracico con l'Europa continentale.